# Jan Sjöström
Jan Sjöström (o.) im Duell mit Björn Alkeby (1978)

Link zum Bild

(Bitte Urheberrechte beachten)
Jan „Janne“ Sjöström (* 10. April 1948 in Härnösand; † September 2013) war ein schwedischer Fußballspieler. Der Stürmer bestritt acht Länderspiele für die schwedische Nationalmannschaft.

## Werdegang
Sjöström begann mit dem Fußballspielen beim Sandåkerns SK, für den er im Alter von 14 Jahren in der zweitklassigen Division II Norra debütierte. Nach mehreren Jahren wechselte er zum IFK Göteborg, bei dem er drei Jahre spielte und in der Allsvenskan debütierte.
1969 schrieb sich Sjöström in der Stockholmer Gymnastik- och idrottshögskolan als Student ein. Folglich suchte er einen ortsansässigen Verein und schloss sich dem Zweitligisten Hammarby IF an. Dort etablierte er sich auf Anhieb als Stammkraft im Angriff und trug mit acht Saisontoren in 17 Saisonspielen an der Seite von Ronnie Hellström, Kenneth Ohlsson und Björn Löf zum Erreichen des Staffelsiegs bei. In der anschließenden Aufstiegsrunde zur Allsvenskan war er im Spiel gegen Helsingborgs IF als Torschütze ebenfalls erfolgreich und stieg mit der Mannschaft auf. In der Spielzeit 1970 war er einer der Garanten für den Klassenerhalt, der als Tabellenfünfter deutlich gelang. Mit zwölf Saisontoren platzierte er sich zudem hinter Bo Larsson von Meister Malmö FF an zweiter Stelle der Torschützenliste. In den folgenden Spielzeiten weniger torgefährlich, belegte die Mannschaft jeweils den letzten Nicht-Abstiegsplatz. Dennoch hatte er sich in den Kreis der Nationalmannschaft gespielt und kam im April 1972 im Spiel gegen die Schweiz zu seinem ersten Nationalmannschaftseinsatz.
In der Spielzeit 1973 avancierte Sjöström zum Helden bei seinem Klub, als er in den Lokalderbys mit AIK und Djurgårdens IF insgesamt fünf Tore erzielte. In den anschließenden Spielzeiten krönte er sich erneut zum besten vereinsinternen Schützen. Mit elf respektive zehn Saisontoren platzierte er sich vor seinen Offensivmitspielern Mats Werner, Kenneth und Billy Ohlsson und war damit entscheidend am Klassenerhalt der von Björn Bolling trainierten Mannschaft beteiligt. Unregelmäßig kam er in dieser Zeit zudem in der Nationalelf zum Einsatz, verpasste jedoch die Teilnahme an der Weltmeisterschaft 1974. Nach acht Einsätzen ohne persönlichen Torerfolg wurde er ab September 1974 nicht mehr berücksichtigt. Im Herbst trat er mit seinem Klub zu einem Freundschaftsspiel gegen New York Cosmos an, bei dem er dem zweifachen Torschützen Pelé mit drei Treffern quasi die Show stahl.
In den folgenden Spielzeiten war Sjöström zunehmend verletzungsanfällig. Zwar erzielte er weiterhin jeweils mehr als fünf Saisontore, konnte aber nicht mehr an seine vormalige Torgefahr anknüpfen. Nach der vierten Operation am Knie beendete er nach zehn Spielzeiten für Hammarby IF in der Allsvenskan am Ende der Spielzeit 1979 seine aktive Laufbahn. In der Folge konzentrierte er sich auf seine Tätigkeit als Sportlehrer, war aber auch im Amateurbereich als Trainer tätig. Später arbeitete er als Taxifahrer.